# 바나 화이트

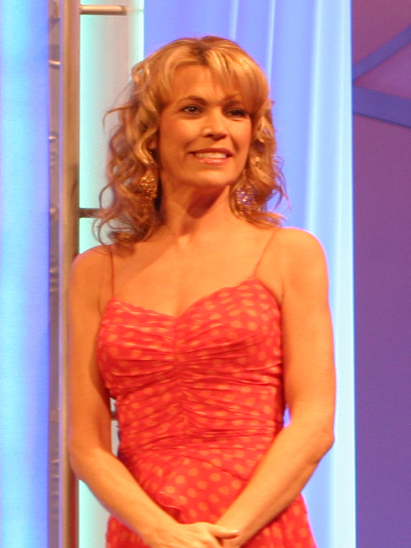
바나 화이트

바나 화이트(영어: Vanna White, 본명 Vanna Marie Rosich, 1957년 2월 18일 ~ , 사우스캐롤라이나주 콘웨이 출생)는 미국의 배우이자 1982년 7월 2일부터 미국 ABC TV의 퀴즈 쇼 휠 오브 포춘(Wheel of Fortune)을 팻 세이잭(Pat Sajak)과 공동으로 진행하고 있는 사회자이다. 참고로, 이미 사의를 표명한 팻 세이잭을 대신해 2024년 9월에 시작되는 42시즌부터는 라이언 시크레스트와 프로그램을 공동으로 진행할 예정이다.

## 고소
삼성전자 미주법인은 VCR 광고를 하면서 미국의 게임쇼인 ‘휠 오브 포츈’의 여자 진행자 바나 화이트를 연상시키는 여성로봇을 모델로 하였는데, 삼성전자는 위 광고를 제작하면서 바나 화이트의 승낙을 얻지 않았고 이에 화이트는 삼성전자를 상대로 제소하였다.
법원은 삼성전자가 화이트의 이름이나 그와 유사한 것을 사용한 것은 아니지만, 여성로봇 인형을 이용하여 화이트 이미지의 동일성을 무단으로 침해하였다고 판단했다.

## 참고 문헌
- 이동욱《미국법정에 선 한국기업들》세창출판사, 2005.